# حرب مدرعة

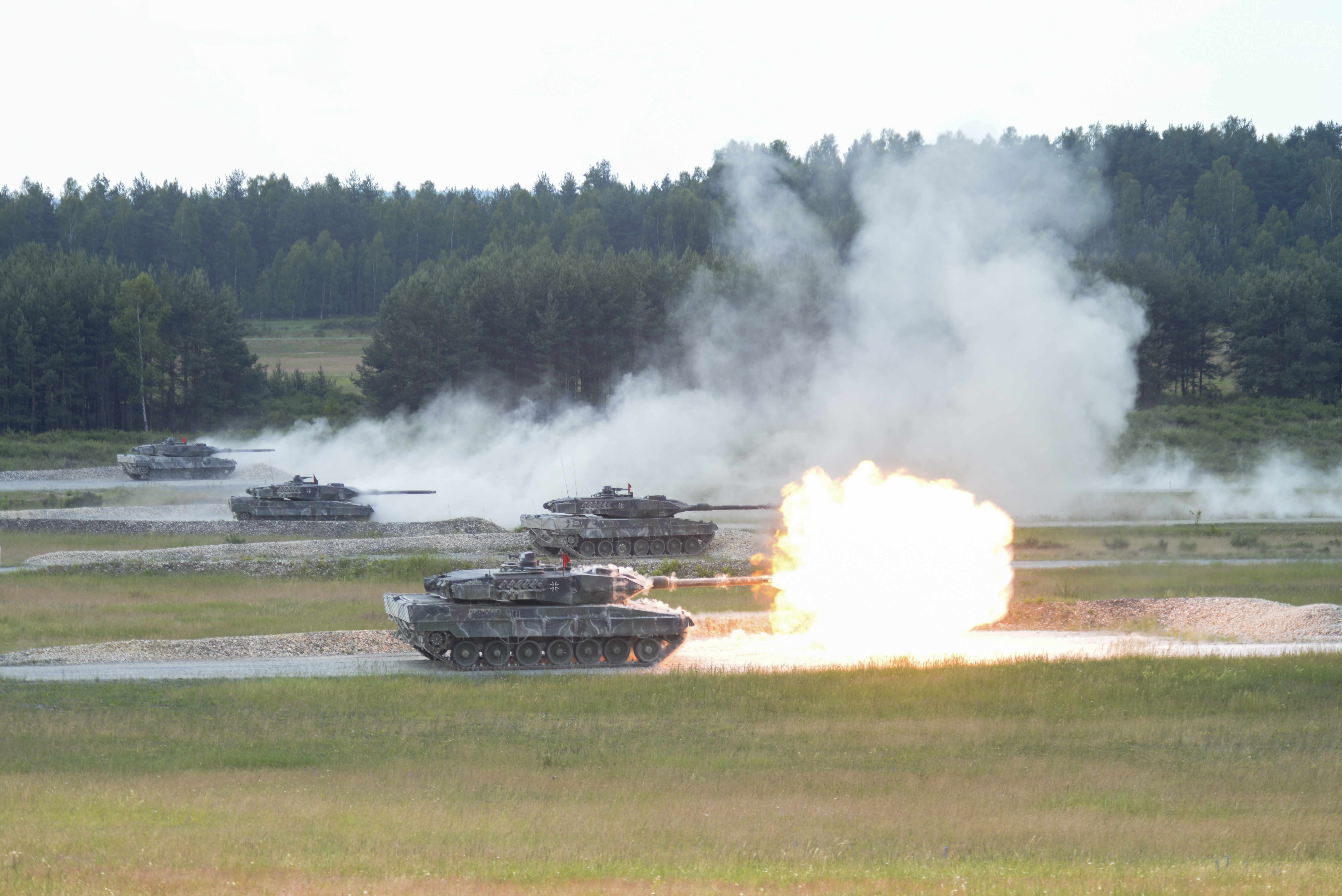
إطلاق النار من دبابات ليوبارد 2 إي 6 (Leopard 2A6) أثناء تحدي الدبابات الأوروبي، عام 2018.

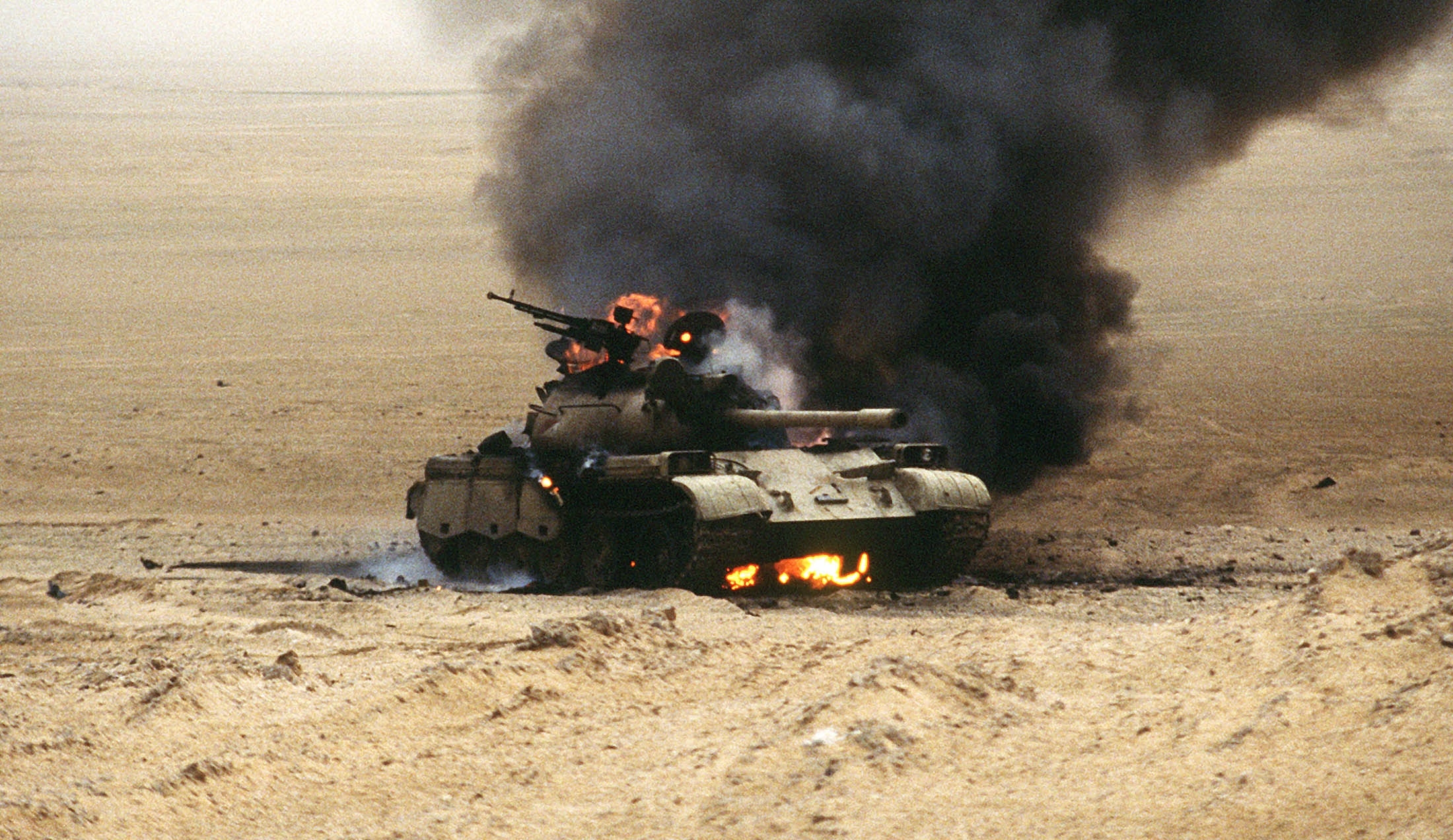
دبابة تي-69 عراقية مُدمرة في حرب الخليج.

الحرب المدرعة هو استعمال المركبات القتال المدرعة في صراع، وتعد الحرب المدرعة جزء مهم في الحروب الحديثة.
بمفهومها الواسع، تعرف الحرب المدرعة بالهجوم والدفاع المنتقلان اللذان يعتمدان علي الآلات وبخاصه التي تديرها محلاكات البترول كالدبابة والعربة المدرعة؛ تعاونها وتمونها قوات وطائرات. كان للسيارة فائدة كبري في الحرب العالمية 1؛ واستخدمت الدبابة في كامباريا1917؛ وتحمس لاستخدامها الجنرال فولر.اما الحاجة إلى الحماية والمعاونة الجوية فقد اكد عليها الجنرال وليم ميتشل؛ ولم تتضح الإمكانات الكاملة للحرب الالية (وكذلك الحرب الجوية) الاعندما هاجم الالمان بولندا في بداية الحرب العالمية 2.ولقد اظهرت الوية وفرق المدرعات الألمانية جدوي وقيمة هذه الحرب الالية؛ وحققت بعض الانتصارات في شمال أفريقيا وروسيا.من البارزين في هذا النوع من الحروب اروين روميل وهابنتس جودريان من الالمان.وكان شارل ديجول من بين الداعين إلى الحرب الالية في الدول الأخرى.واهتمت الجيوش الإنجليزية والأمريكية بإنشاء الألوية والفرق المدرعة؛ كما طورت الأسلحة المضادة لها وبخاصة المدفع المضاد للدبابات والطائرات القاذفة.
تَعتمد الحرب المدرعة على استخدام الدبابات والمركبات المدرعة التي تستخدمها الأسلحة الداعمة الأخرى بشكل أساسي، مثل مركبات المشاة القتالية والمدفعية ذاتية الحركة والمركبات القتالية الأخرى. تم تطوير عقيدة الحرب المدرعة لكسر الطبيعة الثابتة لحرب الخنادق في الحرب العالمية الأولى على الجبهة الغربية، والعودة إلى مدرسة الفكر في القرن التاسع عشر التي دعت إلى المناورة والمعارك الحاسمة في الإستراتيجية العسكرية.

## الحرب العالمية الأولى
بدأت الحرب المدرعة الحديثة خلال الحرب العالمية الأولى من 1914-1918. أراد الاستراتيجيون كسر الجمود التكتيكي والاستراتيجي الذي فُرض على القادة على الجبهة الغربية من خلال فعالية دفاعات المشاة الراسخة والمسلحة بالمدافع الرشاشة - المعروفة باسم حرب الخنادق. في ظل هذه الظروف، كانت الهجمات تتقدم عادة ببطء شديد وتسببت في خسائر فادحة. كان مطورو الدبابات يهدفون إلى إعادة المناورة إلى الحرب، ووجدوا طريقة عملية للقيام بذلك: توفير جر مُجنزر للمدافع الرشاشة مما يسمح لهم بالتغلب على الخنادق، وفي نفس الوقت توفير درع حماية لهم من الأسلحة الصغيرة (المسدسات والبنادق والمدفع رشاشة) أثناء إطلاق النار مع تحركهم.
طورت بريطانيا وفرنسا الدبابات لأول مرة في عام 1915 كوسيلة للتنقل عبر الأسلاك الشائكة وغيرها من العوائق في المنطقة الفاصلة بينما تظل محمية من نيران المدافع الرشاشة. بدأت الدبابات البريطانية مارك واحد العمل في معركة السوم في 15 سبتمبر 1916، ولكنها لم تنجح في كسر الجمود في حرب الخنادق. أول استخدام فرنسي للدبابات، في 16 أبريل 1917، باستخدام Schneider CA، فشل أيضًا في تلبية التوقعات. في معركة كامبراي (1917) (نوفمبر إلى ديسمبر 1917) كانت الدبابات البريطانية أكثر نجاحًا، وكسرت نظام خط الخنادق الألماني، خط هيندنبورغ.

## الحروب العربية الإسرائيلية
الصراع بين الدول العربية في منطقة الشرق الأوسط ودولة إسرائيل على وجه الخصوص من شأنه أن أصبح ساحة اختبار للتطور في الحرب المدرعة خلال عقود الحرب الباردة. استخدم كلا الجانبين في سلسلة النزاعات العربية الإسرائيلية استخدام مُكثف للدبابات والعربات المدرعة الأخرى بسبب أفضلية سلاح المدرعات في البيئة الصحراوية التي حدثت فيها هذه الحروب.
خلال حرب السويس عام 1956 وحرب 1967، كانت الوحدات المدرعة الإسرائيلية تتمتع عادةً بالميزة، ويرجع ذلك أساسًا إلى التكتيكات الجيدة وتماسك الوحدات والسيطرة الجوية.
بالمقابل، أوضحت حرب أكتوبر (1973) المشاكل التي يمكن أن تنشأ إذا لم تعمل الوحدات المدرعة والمشاة معًا بشكل وثيق. تم تدمير الدبابات الإسرائيلية، التي كانت تعمل بشكل مستقل بأعداد كبيرة، من قبل الفرق المصرية المضادة للدبابات، الموزعة جيدًا بين المشاة النظاميين، وغالبًا ما كانت مُجهزة بصواريخ موجهة محمولة من الجيل الأول مضادة للدبابات. هذا مثال نادر لكنه يوضح ما تم توثيقه بدقة إلى حد ما منذ الحرب العالمية الثانية: تعمل الدبابات والمشاة بشكل أفضل من خلال الإستفادة من نقاط القوة لدى بعضهم البعض والجمع بينهم لتقليل نقاط الضعف.
في العديد من النزاعات، كان من المعتاد رؤية المشاة يركبون على ظهر الدبابات، وعلى استعدادهم للقفز وتقديم الدعم عند الضرورة. لسوء الحظ، فإن تصميم العديد من الدبابات الحديثة يجعل هذه ممارسة خطيرة. على سبيل المثال، تحتوي M1 Abrams التي تعمل بعمود توربيني على غاز عادم ساخن لدرجة أن المشاة القريبين يجب أن يكونوا حذرين في المكان الذي يقفون فيه. يمكن أن تكون الدبابات أيضًا عرضة للمدفعية جيدة التصويب؛ يمكن أن يساعد الدعم الجوي المنسق جيدًا ووحدات المدفعية المضادة للبطارية في التغلب على ذلك.

## ظهور الصواريخ الموجهة
بينما كانت هُناك دائماً محاولات لهزيمة الدبابة قبل وأثناء الحرب العالمية الثانية، من خلال استخدام المدفعية التقليدية عالية السرعة المضادة للدبابات، فقد ثبت أن هذا صعب بشكل متزايد في فترة ما بعد الحرب بسبب زيادة حماية الدروع وسرعة الدبابات.
رداً على ذلك، سعى الاتحاد السوفيتي، الدولة ذات أكبر أسطول مدرع في العالم، إلى دمج بعض القدرات المضادة للدبابات في كل سلاح مشاة تقريبًا. بحلول الستينيات من القرن الماضي، كان علماء الدفاع السوفييت يصممون صواريخ موجهة مضادة للدبابات. كان من المقرر أن يحمل المشاة هذه الأسلحة الجديدة أو يطلقها من مركبة قتال المشاة بي إم بي-1 المطورة حديثًا. أصبحت قيد الاستخدام مع القوات السوفيتية قبل نهاية العقد.
في عام 1973، فشل الجيش الإسرائيلي في توقع أهمية أنظمة الأسلحة الجديدة هذه. ألحقت مئات من صواريخ AT-3 Sagger المحمولة المضادة للدبابات (ATGMs) - التي تم توفيرها لمصر من قبل الاتحاد السوفيتي ويمكن تشغيلها بواسطة المشاة دون تدريب مكثف - خسائر فادحة في التشكيلات المدرعة الإسرائيلية. منذ ذلك الحين، لعبت الصورايخ المحمولة المضادة للدبابات (ATGMs) دورًا مهمًا داخل الجيش الإسرائيلي، بعد أن طورت نسخًا محلية الصنع متقدمة (انظر صاروخ Spike / Gil)، والتي تم تصديرها على نطاق واسع في جميع أنحاء العالم.
في الصراع الأخير مع حزب الله عام 2006، بينما كان المشاة الإسرائيليون قادرين على هزيمة فرق ATGM المعارضة بسهولة، عانت الدبابات التي تعمل بمفردها من عدة ضربات من أحدث أنواع الرؤوس الحربية الترادفية الروسية المتقدمة (مثل Kornet). سَلط هذا الضوء على أن الدبابات التي تعمل بمفردها فقط، في عصر ATGMs ، تكون ضعيفة للغاية.
رداً على الخسائر الجسيمة التي لحقت بالدبابات ضد حزب الله، طورت شركة رافائيل لأنظمة الدفاع المتقدمة بالتعاون مع شركة صناعات الطائرات الإسرائيلية نظام دفاع صاروخي للدبابات، يسمى تروفي، لاعتراض وتدمير الصواريخ المضادة للدبابات. تم نشر النظام بنجاح في المعارك في 1 مارس 2011، عندما اعترض صاروخًا مضادًا للدبابات أثناء اشتباك على حدود غزة.

## القرن الحادي والعشرون

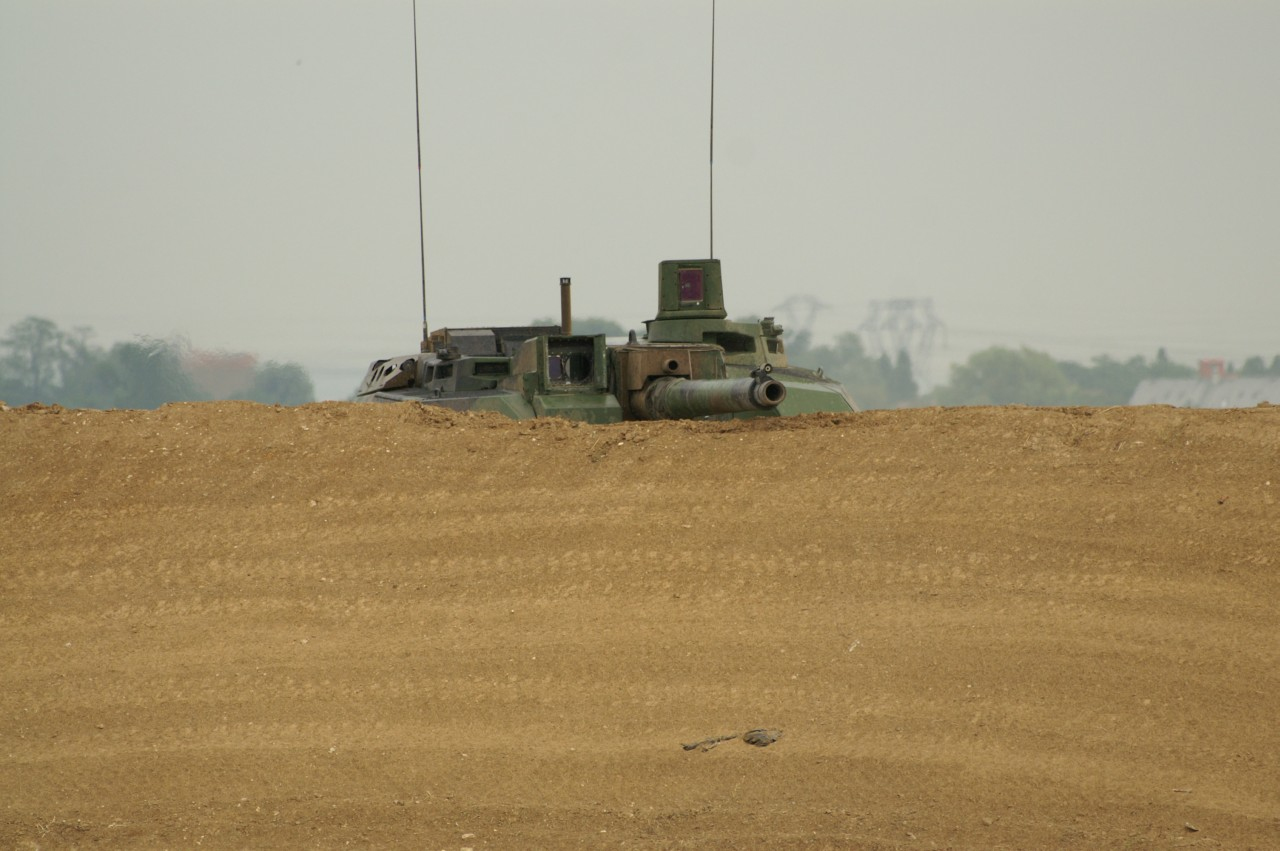
دبابة لوكلير Leclerc الفرنسية في وضع الهيكل المحمي. لاحظ مُنظار المراقبة الذي سيسمح للقائد بالمراقبة بينما جسد الدبابة محمي.